# فخر النساء بنت رعد
الأميرة فخر النساء بنت رعد بن زيد بن الحسين بن علي (11 كانون الثاني 1981-) أميرة أردنية من العائلة المالكة الهاشمية وهي الأبنة الوحيدة من أبناء الأمير رعد بن زيد، والشقيقة الصغرى لإخوانها الأربعة الذكور وهم بالترتيب: الأمير زيد، الأمير مرعد، الأمير فراس والأمير فيصل. تعمل في مجال الرسم التشكيلي.

## حياتها العملية
كانت من أوائل المشاركات في طرح أعمالها في معرض أعمال فنية في البترا وكان معرض جماعي وعُقد في عمان أنذاك في وادي الفنان. وفي 2016 ، طرحت أول أعمال فنية لها في معرض خاص بها، وكان يحمل عنوان الحارة. وفي وادي الفنان بعمان عام 2017 ، قدمت أول معرض خاص بها معرض (زِنّ) وفي عام 2019 ، كانت من ضمن المشاركات في المعرض الذي أقيم في العاصمة عمّان تحت إشراف مجلس الأعمال العراقي الذي جمع بين أعمال فنانات تشكيليات من العراق والأردن. كما قدمت بجانب الفنانة التشكيلية العراقية زينة السعيد معرض فني في فندق بعمان.

## حياتها الشخصية
كان والدها راعي الأسرة الملكية في العراق وسوريا (امتداد سابق للدولة العثمانية) في عام 1970 بالوراثة عن جدها زيد بن الحسين، كما شغل منصب وزير البلاط الملكي سابقاً [بحاجة لمصدر]، والدتها هي ماجدة رعد من أصول سويدية، وجدها الأمير زيد بن الحسين دبلوماسي سياسي للدولة العراقية والمملكة الهاشمية وولي العهد للملكة العربية السورية، وسفير ومفوض لعدة دول، وينتمي نسبه للأشراف فكان من أشراف مكة، وجدتها هي الأميرة التركية فخر النساء زيد وكانت فنانة تشكيلية أيضًا وتميزت باستخدامها للكولاج والزجاج وايضا الزيت في الرسم.
تزوجت من السيد شريف حجار، ورُزقا بثلاثة أبناء وهم:
- رضوان حجار ولد في 8 أغسطس عام 2006
- فيصل حجار ولد في  14 ديسمبر عام 2007
- لانا حجار ولدت في 31 مايو عام 2012

## انظر ايضًا
- رعد بن زيد
- ماجدة رعد
- مرعد بن رعد
- فخر النساء زيد
- زيد بن الحسين